# 人馬座χ
人馬座χ（χ Sgr、χ Sagittarii或狗二）這個拜耳標記由人馬座的三顆恆星共享。三顆中最亮的人馬座χ¹和人馬座χ³在天空中相隔了0.56°，最暗的人馬座χ²，介於兩者之間，與χ¹相距0.10°，著名的Wow!訊號就來自這些星星的方向。

## 人馬座χ¹
人馬座χ¹是一顆聯星，主星的光譜類型是A5的矮星，伴星相距0.12弧秒，相當於8天文單位，軌道週期為10.8年。 兩者合併的視星等為+5.02等，與地球的距離大約是220光年。

## 人馬座χ²
人馬座χ²是一顆光譜類型為B7的次巨星，視星等+7.26，距離地球大約1,200光年。

## 人馬座χ³
人馬座χ³  是一顆光譜類型K3的巨星，視星等+5.45，距離地球506光年。